# Crudismo vegano

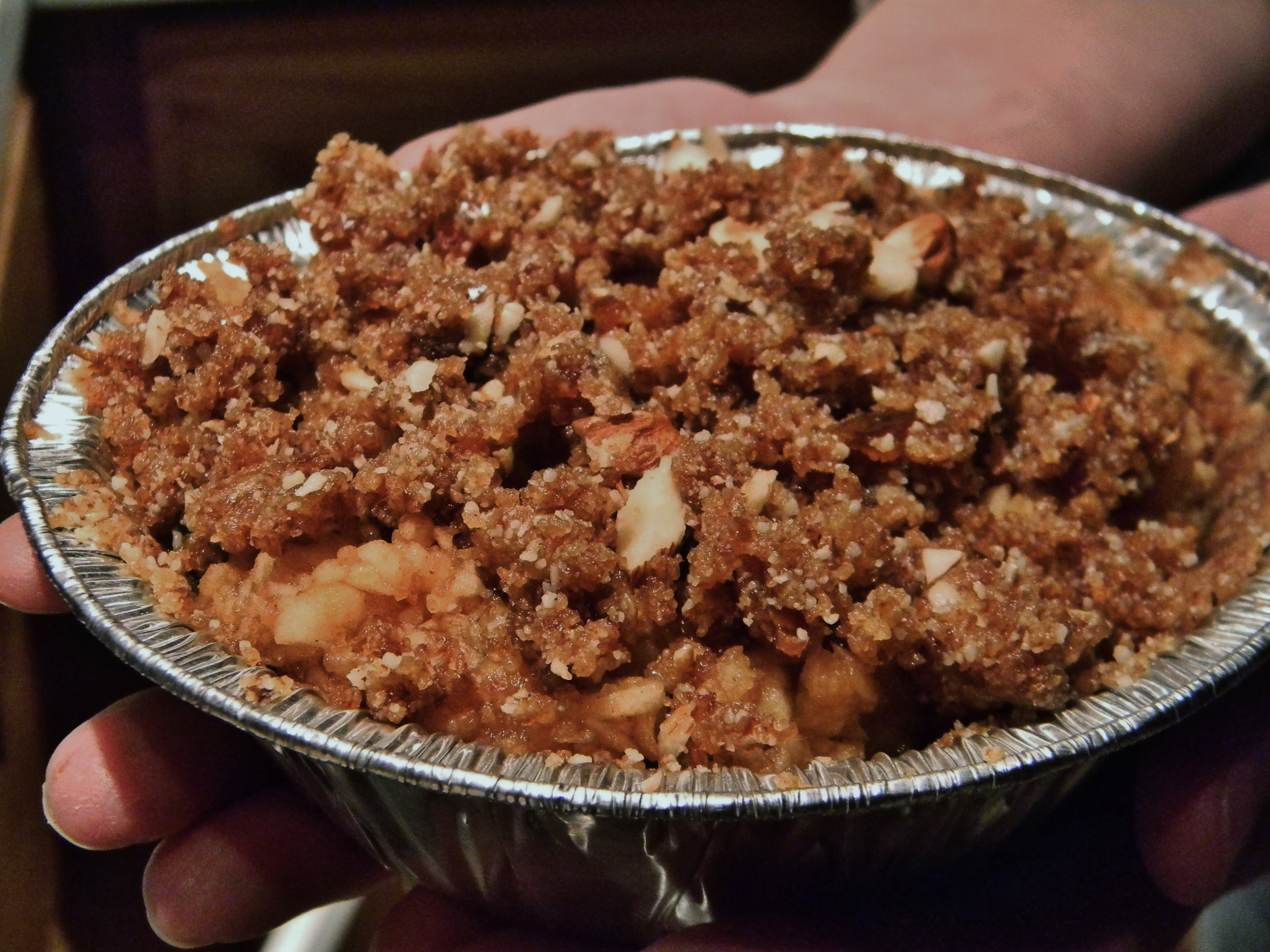
Dolce crudista vegano a base di mele

Il crudismo vegano, o crudiveganismo, indica il regime alimentare seguito da chi, aderente al veganismo, decide di cibarsi soltanto, o per la maggior parte, di vegetali crudi, ovvero che non abbiano subito trattamenti di qualunque natura, ritenendo che questi possano "depotenziare" o "deprivare dei nutrienti di base".

## Caratteristiche
Chi segue quest'alimentazione tende ad evitare o a limitarsi nel consumo di cibo sottoposto ai classici sistemi di cottura.
In particolare è escluso ogni trattamento termico che preveda una temperatura superiore a 42°C (107,6°F) o inferiore ad 1 °C (33,8 °F).
Il cibo elettivo del vegano-crudista comprende frutta, verdura, ortaggi, frutta seccata naturalmente al sole, noci e semi, possibilmente di origine biologica. Il crudiveganismo, a differenza del crudismo, non prevede il consumo di prodotti e derivati animali, come carne, uova o latte.
Il crudiveganismo è strettamente collegato del veganismo, infatti la maggior parte di coloro che si avvicinano a questo stile alimentare proviene dal movimento vegano. 
In Italia e nel mondo, il crudiveganismo si è diffuso soprattutto attraverso siti internet, social network e raduni.

## Motivazioni etiche
I seguaci del crudiveganismo corroborano la propria scelta alimentare attribuendole un valore ecologista, seppur non suffragato da precise metriche scientifiche, come il risparmio energetico legato al consumo di gas o elettricità, non prevedendo cotture, o il risparmio sul packaging, incitando l’acquisto sfuso delle materie prime presso i produttori o i rivenditori diretti, così da azzerare la produzione di rifiuti secchi.

## Infondatezza del crudismo vegano alla luce degli studi paleontologici
Una delle ipotesi che stanno alla base del crudismo vegano è quella di considerare la cottura dei cibi un fatto recente nella storia dell'uomo e pertanto "non naturale". Tale affermazione, tuttavia, è in palese contrasto con l'evidenza scientifica. La cottura dei cibi non risale infatti ad alcune migliaia di anni fa, come teorizzato dal movimento: fu bensì scoperta dall'homo erectus (da 1,5 a 1,9 milioni di anni fa, a seconda delle fonti), come comprovato peraltro dal ritrovamento di ossa bruciate nei focolari. È stato dimostrato che la cottura ha avuto un impatto fondamentale sulla dieta dell'uomo, aumentando la quantità e la qualità degli alimenti disponibili e aumentandone la digeribilità (e quindi la resa energetica, particolarmente della carne). Secondo una recente teoria, ampiamente ripresa in svariati periodici scientifici, la cottura dei cibi ha avuto un impatto fondamentale sull'ominazione, fornendo la disponibilità energetica atta a sostenere l'encefalizzazione (ossia l'incremento delle dimensioni cerebrali). La biologia, inoltre, classifica l'uomo come un animale onnivoro e quindi assolutamente in grado di consumare una vasta gamma di alimenti, sia animali che vegetali.

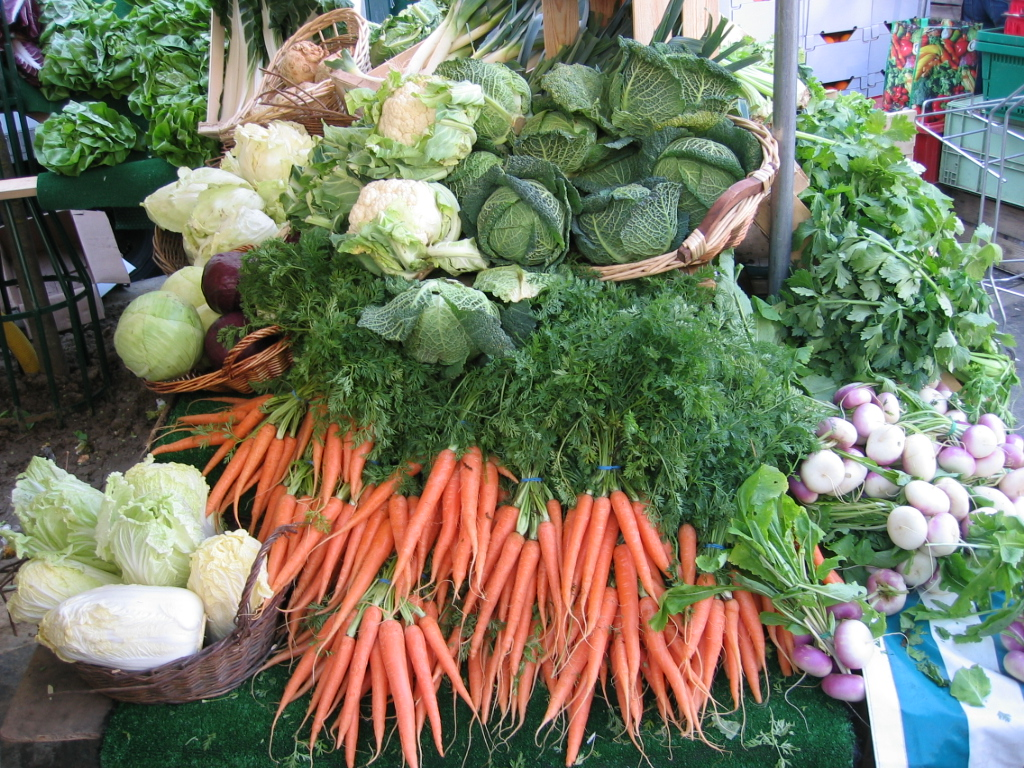
Verdure esposte in un mercato

## Rischi per la salute

### Rischi comuni a tutte le diete vegetariane/vegane
Non esistono rischi specifici per la salute, a patto di optare per una dieta varia, ricorrendo a degli integratori qualora questo si rivelasse necessario.
Come tutti i vegani anche i vegani crudisti devono accertarsi di assumere una quantità adeguata di vitamina B12, perché non è presente in modo affidabile nei vegetali. La mancanza di vitamina B12 può avere conseguenze serie, come anemia e malattie neurodegenerative. La Vegan Society e Vegan Outreach, assieme ad altri, raccomandano che i vegani mangino consistentemente cibi fortificati con B12 o assumano un supplemento di B12. Tempeh, alghe, spirulina, cibo organico e batteri intestinali non sono stati dimostrati fonti affidabili di B12 per i bisogni alimentari dei vegani.
La mancanza di vitamina D, che può verificarsi a causa della mancanza di prodotti caseari, può essere evitata con l'uso di supplementi e passando del tempo all'aperto. 
Sono stati riportati diversi casi di decesso o gravi danni alla salute, causati da malnutrizione cronica o dalla carenza di micronutrienti, in neonati e bambini piccoli rispetto a cui i genitori avevano impostato una dieta vegana stretta (comprese casistiche legate a carenze di micronutrienti nel latte materno nel caso di allattamento da parte di madre vegana).

### Rischi propri del crudismo vegano
I problemi sopra elencati sono comuni alle normali diete vegane; la dieta crudista può comportare anche dei pericoli di intossicazione alimentare. La cottura è infatti in grado di evitare patologie come la toxoplasmosi e gastroenteriti; essa elimina o rende inattivi diversi microorganismi, alcaloidi tossici e tossine. Fra i microorganismi patogeni resi innocui dalla cottura del cibo si ricordano Entamoeba histolytica, Giardia lamblia, Clostridium botulinum, Bacillus cereus, Salmonella typhi e paratyphi, Staphylococcus aureus. Delle tossine possono per esempio essere contenute nei cereali non cotti, mentre degli alcaloidi tossici si trovano, sempre ad esempio, nelle melanzane. L'ingestione di cibi crudi può inoltre rendere più difficile l'assimilazione dei nutrienti, come nel caso del betacarotene, che viene assimilato più facilmente dopo la cottura.

### Intossicazioni alimentari
L'intossicazione alimentare è un pericolo per la salute di chiunque si alimenti esclusivamente di cibo crudo e l'incremento della domanda di cibi crudi si accompagna a una maggiore incidenza di malattie dovute al cibo. L'intossicazione alimentare attribuita a prodotti crudi contaminati è aumentato dieci volte a partire dagli anni 1970. Insalata, lattuga, succo, melone, germogli e bacche sono i cibi implicati più frequentemente nelle insorgenze.
Molti prodotti crudi vegetali possono essere contaminati da microorganismi pericolosi e perfino mortali,, compresi il peperoncino jalapeño e serrano, germogli di alfalfa e altri semi germogliati, cipolle verdi, spinaci, lattuga, succo d'arancia, succo di mela e altri succhi di frutta non pastorizzati.

### Deficit nutrizionali
La pianificazione di una dieta crudista vegana richiede cura estrema, specialmente nel caso dei bambini. Per questi ultimi, tuttavia, è senz'altro da sconsigliare.
Il Dr. Joel Fuhrman, autore di Disease-Proof Your Child, ritiene che una dieta completamente crudista e vegana potrebbe non contenere abbastanza vitamina B12, vitamina D e calorie per un bambino in crescita. Fuhrman nutrì i suoi quattro figli con verdure cotte e crude, frutta, noci, cereali, legumi e, occasionalmente, uova.
Uno studio riguardante praticanti di diete vegane crudiste di varie intensità trovò che il 30% delle donne al di sotto dei 45 anni presentava amenorrea parziale o completa e che "i soggetti nutrentisi di alti quantitativi di cibo crudo (>90%) erano affetti più frequentemente di chi praticava una dieta di cibo crudo più moderata". Lo studio concluse che, poiché molti praticanti di una dieta crudista erano sottopeso e manifestavano amenorrea, "una dieta vegana crudista molto stretta non può essere raccomandata a lungo termine".